# Риск
Рискът се отнася до отклонението от един или повече резултати на едно или повече бъдещи събития от тяхната очаквана стойност. Технически, стойността на тези резултати може да е позитивна или негативна. Положителния риск се разглежда като възможност, а при общата употреба на думата риск се фокусира само върху потенциалната вреда (загуба на позитивни резултати), която може да възникне от бъдещо събитие, което да произтече или от влизане в разноски ("риск от снижение Архив на оригинала от 2011-06-23 в Wayback Machine." - на английски: downside risk) или от неспособност да се придобие някаква печалба ("риск на изкачването Архив на оригинала от 2011-06-23 в Wayback Machine." – на английси: upside risk).

## Произход на думата
Думата риск произлиза от среднофренската risque, която е от италианската risco (в съвременния италиански вече е rischio), свързана с глагола rischiare – „натъквам се, попадам на опасност“, „бивам застрашен“. Допуска се, че тези италиански думи имат латински произход и са свързани с латинската resicum – „това, което реже, разбива“ (забележи близостта с българската режа), която е от средновековно латинската resicu и resecō – „отрязвам“, „отвързвам“ в смисъл на „давам началото на нещо лошо“) или древногръцки произход: от ῥιζικόν.
Има предположения и за семитски произход.

## Рискът във финансите
Понятието риск има широка употреба във финансовите теория и практика. Различават се следните видове риск: кредитен, ликвиден, държавен (суверенен), пазарен (свързан с цените: риск на ценните книжа, лихвен, валутен, продуктов).
Има съществена разлика между видовете риск във финансите и финансовия риск. Финансовият риск е един от тези видове и той е свързан със степента на използване на заемни средства в капиталовата структура на едно предприятие, с други думи това е финансовият ливъридж или наричан още финансов лост.
Бизнес рискът описва дела на постоянните разходи в състава на общите разходи. Този риск се поема от акционерите.